# Riesenkäfer

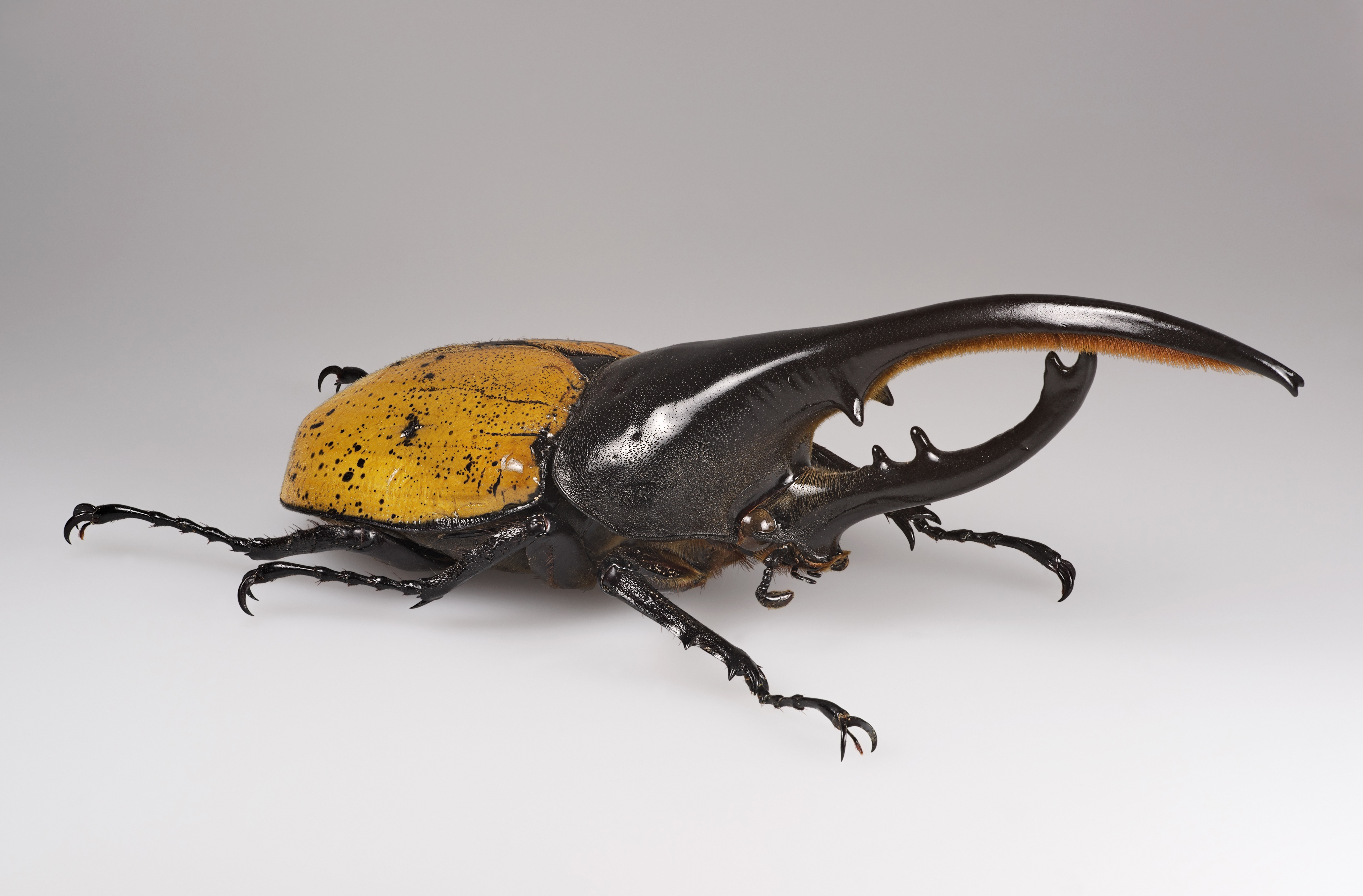
Herkuleskäfer (Dynastes hercules)

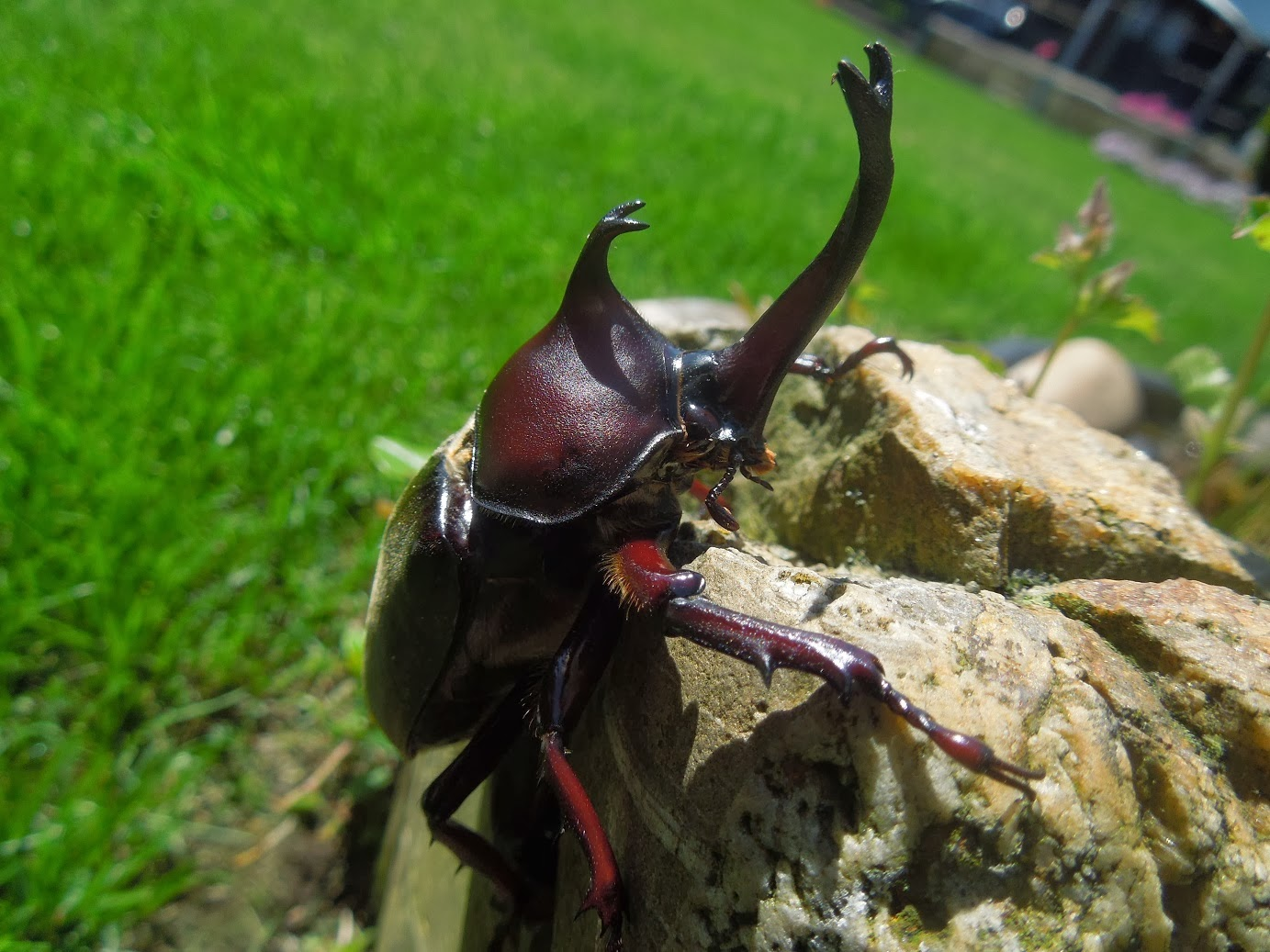
Trypoxylus dichotomus

Die Riesenkäfer (Dynastinae) sind eine Unterfamilie der Blatthornkäfer (Scarabaeidae). Es sind etwa 1500 Arten in 225 Gattungen und 8 Triben bekannt. Die Gruppe ist weltweit verbreitet, ist jedoch in den Tropen am artenreichsten. Zu den Riesenkäfern zählen einige der größten Insekten der Welt, wie beispielsweise der Herkuleskäfer (Dynastes hercules) mit einer Körperlänge von bis zu 225 Millimetern. In der Gattung Megasoma finden sich auch Arten, die zu den schwersten Insekten der Welt gehören.

## Merkmale

### Käfer
Die Käfer haben eine Körperlänge von 10 bis 225 Millimetern. Ihr Körper ist meist rotbraun, braun oder schwarz gefärbt. Männchen und Weibchen unterscheiden sich meistens voneinander (Sexualdimorphismus); Männchen tragen entweder Hörner oder vergrößerte Tuberkel oder vergrößerte Tarsen an den Vorderbeinen. Bei den Phileurini und einigen Cyclocephalini und Pentodontini tritt kein Sexualdimorphismus auf. Die Fühler der Käfer sind neun- oder zehngliedrig, die dreigliedrige Fühlerkeule ist meist klein. Am Pronotum (Vorderbrust) und am Kopf sind bei den Männchen mancher Arten Hörner ausgebildet. Die Facettenaugen sind zweigeteilt. Der Vorderrand der Stirnplatte (Clypeus) ist entweder abgerundet, doppelt gezähnt, spitz zulaufend oder kurz abgestumpft. Die Stirnplatte verdeckt das Labrum (Oberlippe). Die Mandibeln sind unterschiedlich ausgebildet. Bei den Cyclocephalini und einigen Arten der Phileurini fehlen an den Seiten die Zähnchen, bei den übrigen Arten sind Zähnchen oder Zipfel ausgebildet.
Das Schildchen (Scutellum) ist normal ausgebildet und nie vergrößert. Die Coxen der vorderen Beine liegen quer, die Tibien der mittleren Beine tragen an der Spitze zwei Sporne, die zur Mitte gerichtet sind, aneinander angrenzen und nicht vom basalen Tarsenglied getrennt werden. Die Klauenglieder der Tarsen sind alle ungefähr gleich groß, außer bei den Männchen der meisten Cyclocephalini-Arten und einigen Arten der Pentodontini, wo die Klauen an den Vorderbeinen vergrößert sind. Ein Empodium ist an den Tarsen immer ausgebildet. Die Stigmen am Metathorax sind modifiziert. Die Flügel sind wie bei den Käfern der Unterfamilie Rutelinae ausgebildet. Das Flügelfeld 1Ax hat an seinem Ende einen stark zurückgebildeten distalen Bogen, die Flügelspitze ist breit abgerundet, 3Ax hat eine konvexe Spitze, bei 2BP ist der vordere und hintere Bereich der Verzweigung von BMP-BcuA vorne verbreitert und die vordere Einbuchtung von BcuA ist tief.
Die Stigmen auf den Hinterleibssegmenten eins bis sieben sind funktionsfähig. Die der Segmente eins und zwei oder eins bis drei oder eins bis vier liegen in der Membran der Pleuren, die der Segmente drei bis sechs, vier bis sechs oder fünf bis sechs liegen auf den Sterniten. Das Stigma des siebten Hinterleibssegments liegt zwischen dem Sternit und dem Tergit.

### Larven
Bei den Larven sind die beiden Kauladen, die Galea und die Lacinia zur Mala verwachsen. Die Mandibeln haben an der Unterseite einen Bereich, mit dem die Tiere stridulieren können.

## Lebensweise
Die Imagines ernähren sich von Wurzelknollen, Körnern oder Blüten. Die Larven fressen hauptsächlich Wurzeln und Humus. Manche Arten entwickeln sich auch als Bohrer in Pflanzen, wie etwa Palmen. Eine Reihe von Arten kann an Rasen, jungen Forstpflanzen und in der Landwirtschaft an Wurzelgemüse Schäden verursachen. In Afrika sind Arten der Riesenkäfer bekannt, die sich von der Brut und den Nahrungsvorräten von Honigbienen ernähren.

## Systematik
Die Dynastinae werden zu einer pflanzenfressenden Klade der Blatthornkäfer gezählt, die auch die Melolonthinae, Rutelinae, Cetoniinae und Valginae umfasst. Phylogenetisch gibt es jedoch Schwierigkeiten der Abgrenzung zwischen den Dynastinae und den Rutelinae. Folgende Triben werden zu den Dynastinae gezählt:
- Tribus Pentodontini
- Tribus Oryctini
- Tribus Phileurini
- Tribus Agaocephalini
- Tribus Dynastini
- Tribus Hexodontini
- Tribus Oryctoderini
- Tribus Cyclocephalini

## Arten (Auswahl)
- Herkuleskäfer (Dynastes hercules)
- Nashornkäfer (Oryctes nasicornis)
- Pentodon idiota
- Atlaskäfer (Chalcosoma atlas)

## Belege